# مسومی آوکی
مسومی آوکی (انگلیسی: Masumi Aoki؛ زادهٔ ۱۶ آوریل ۱۹۹۴) ورزشکار دو و میدانی اهل ژاپن است.